# Under the Black Eagle
Under the Black Eagle is een Amerikaanse oorlogsfilm uit 1928 onder regie van W.S. Van Dyke. Destijds werd de film in Nederland uitgebracht onder de titel Onder den zwarten Adelaar.

## Verhaal
De jonge, Duitse kunstenaar Karl von Zorn is een pacifist. Tijdens de Eerste Wereldoorlog wordt hij toch opgeroepen om te strijden aan het front. Hij laat zijn geliefde en zijn hond Prinz thuis achter. Prinz gaat op zoek naar zijn baasje en treft hem gewond aan op het slagveld. De hond raakt ook gewond, maar ze komen allebei veilig terug thuis.

## Rolverdeling
| Acteur            | Personage     |
| ----------------- | ------------- |
| Ralph Forbes      | Karl von Zorn |
| Marceline Day     | Margarta      |
| Bert Roach        | Hans Schmidt  |
| William Fairbanks | Ulrich Muller |
| Marc McDermott    | Kolonel Luden |